# Yoshiyuki Tsuruta
Yoshiyuki Tsuruta, född 1 oktober 1903 i Ishiki i Kagoshima prefektur, död 24 juli 1986, var en japansk simmare.
Tsuruta blev olympisk guldmedaljör på 200 meter bröstsim vid sommarspelen 1928 i Amsterdam och vid sommarspelen 1932 i Los Angeles.